# 2. Helsingin laulufestivaali
2. Helsingin laulufestivaali (en finlandés; en castellano: «2º. Festival de Helsinki») es un álbum en directo de varios intérpretes lanzado en 1977 y conformado por canciones interpretadas durante el segundo festival de este tipo realizado en la capital de Finlandia. Entre los intérpretes hispanohablantes figuran los cubanos Omara Portuondo y Martín Rojas, así como los chilenos Patricio Castillo, Arturo Cipriano, y los hermanos Isabel y Ángel Parra.
Existen dos versiones del disco con los mismos temas pero en un orden diferente.

## Lista de canciones
| Primera versión |                               |              |                                         |          |  |
| N.º             | Título                        | Música       | Intérprete                              | Duración |  |
| 1.              | «Ty Moi Drug Navsegda»        |              | Grupo Veras                             | 3:22     |  |
| 2.              | «Soy cubana»                  |              | O. Portuondo y Martín Rojas             | 3:51     |  |
| 3.              | «Punavagin Laulu»             |              | Punainen Lanka                          | 3:53     |  |
| 4.              | «Uma Palavra Antiga»          |              | Luis Cília, Pedro Chabral               | 2:14     |  |
| 5.              | «Quem tem medo do comunismo?» |              | José Jorge Letria, F. Tordo             | 3:39     |  |
| 6.              | «Grândola, Vila Morena»       |              | Chabral, Cília, Letria, Tordo Agit-Prop | 3:37     |  |
| 7.              | «The World In Their Pocket»   |              | Malvina Reynolds                        | 4:03     |  |
| 8.              | «Alla mattina con la Luna»    |              | Canzoniere Intenazionale                | 3:34     |  |
| 9.              | «Rautainen Virta»             |              | Kaisa Korhonen, Heikki Volpola          | 2:40     |  |
| 10.             | «Ni toda la tierra entera»    | Isabel Parra | Isabel Parra, Patricio Castillo         | 2:40     |  |
| 11.             | «El poeta frente al mar»      | Ángel Parra  | Ángel Parra, Arturo Cipriano            | 3:43     |  |
| 12.             | «Das Einheitsfrontlied»       |              | Oktoberklub                             | 2:23     |  |
| 39:16           |                               |              |                                         |          |  |

| Segunda versión |                               |              |                                         |          |  |
| N.º             | Título                        | Música       | Intérprete                              | Duración |  |
| 1.              | «Ni toda la tierra entera»    | Isabel Parra | Isabel Parra, Patricio Castillo         | 2:40     |  |
| 2.              | «Alla mattina con la Luna»    |              | Canzoniere Intenazionale                | 3:34     |  |
| 3.              | «Quem tem medo do comunismo?» |              | José Jorge Letria, F. Tordo             | 3:39     |  |
| 4.              | «Ty Moi Drug Navsegda»        |              | Grupo Veras                             | 3:22     |  |
| 5.              | «The World In Their Pocket»   |              | Malvina Reynolds                        | 4:03     |  |
| 6.              | «Das Einheitsfrontlied»       |              | Oktoberklub                             | 2:23     |  |
| 7.              | «Punavagin Laulu»             |              | Punainen Lanka                          | 3:53     |  |
| 8.              | «Rautainen Virta»             |              | Kaisa Korhonen, Heikki Volpola          | 2:40     |  |
| 9.              | «Soy cubana»                  |              | O. Portuondo y Martín Rojas             | 3:51     |  |
| 10.             | «Uma Palavra Antiga»          |              | Luis Cília, Pedro Chabral               | 2:14     |  |
| 11.             | «Grândola, Vila Morena»       |              | Chabral, Cília, Letria, Tordo Agit-Prop | 3:37     |  |
| 12.             | «El poeta frente al mar»      | Ángel Parra  | Ángel Parra, Arturo Cipriano            | 3:43     |  |
| 39:16           |                               |              |                                         |          |  |